# Odetta and the Blues
Odetta and the Blues – album Odetty wydany w roku 1962.

## Lista utworów
| 1.  | Hard, Oh Lord                                          | 4:09  |
|     |                                                        |       |
| 2.  | Believe I'll Go                                        | 3:05  |
|     |                                                        |       |
| 3.  | Oh, Papa                                               | 3:18  |
|     |                                                        |       |
| 4.  | How Long Blues (Leroy Carr)                            | 2:10  |
|     |                                                        |       |
| 5.  | Hogan's Alley                                          | 2:12  |
|     |                                                        |       |
| 6.  | Leavin' This Morning                                   | 2:50  |
|     |                                                        |       |
| 7.  | Oh, My Babe                                            | 4:23  |
|     |                                                        |       |
| 8.  | Yonder Comes the Blues                                 | 2:51  |
|     |                                                        |       |
| 9.  | Make Me a Pallet on the Floor                          | 3:49  |
|     |                                                        |       |
| 10. | Weeping Willow Blues (Paul Carter)                     | 2:36  |
|     |                                                        |       |
| 11. | Go Down, Sunshine                                      | 2:21  |
|     |                                                        |       |
| 12. | Nobody Knows You When You're Down and Out (Jimmie Cox) | 2:20  |
|     |                                                        |       |
|     |                                                        | 36:04 |
|     |                                                        |       |